# GasChem Beluga
GasChem Beluga — танкер для перевезення етану з двопаливним двигуном, здатним використовувати власний вантаж судна.
«Сланцева революція» в США призвела до появи на світовому ринку великих об'ємів етану, котрий є найбільш енергоефективним при виробництві етилену. Як наслідок, почались його поставки на інші континенти — до Азії, Південної Америки та Європи. В останній одним зі споживачів виступило модернізоване під етан піролізне виробництво у британському Вілтоні, котре належить саудійській компанії SABIC. Вона зафрахтувала на 15 років два спеціально збудовані однотині етановози GasChem Beluga та GasChem Orca, які працюватимуть на лінії Х'юстон — Тіссайд. У квітні 2017-го перший з них прибув до Тіссайду для хрещення. Замовником суден виступила норвезька Ocean Yield, а збудувала їх китайська верф Sinopacific Offshore&Engineering (Шанхай).
Судно має 3 тридольні вантажні танки загальним об'ємом 36 101 м3. Хоча воно споруджувалось з розрахунку на транспортування етану, проте також здатне перевозити інші природні вуглеводневі гази (пропан, н-бутан та ізобутан, суміш бутанів, пропан-бутанову суміш) та численні хімічні продукти (етилен, пропілен, бутилен, бутадієн, мономер вінілхлориду, диметиловий етер, аміак та хлорметан). Для вантажу забезпечується охолодження до -104 °C (потрібне для перевезення етилену).
Енергетична установка судна включає двигун Mitsui-MAN B&W 7G50ME-C9.5-GIE потужністю 12 МВт, котрий надає можливість рухатись зі швидкістю 18 вузлів. Окрім нафтопродуктів, він може використовувати етан, споживання якого зменшує викиди шкідливих речовин та оптимізує витрати на роботу судових холодильних установок, що повинні повертати в рідкий стан частину вантажу, яка випарувалась під час транспортування.